# .so
.so — в Інтернеті, національний домен верхнього рівня (ccTLD) для Сомалі.